# Якубково (Вармінсько-Мазурське воєводство)
Якубково (пол. Jakubkowo) — село в Польщі, у гміні Ґродзічно Новомейського повіту Вармінсько-Мазурського воєводства.
У 1975-1998 роках село належало до Торунського воєводства.